# Zatoka Kokosowa
Zatoka Kokosowa (ang. Cocos Bay) – zatoka Oceanu Atlantyckiego u wschodnich wybrzeży wyspy Trynidad na Karaibach, ograniczona od południa przylądkiem Guatauro Point, od północy przylądkiem Manzanilla Point. Wzdłuż wybrzeży zatoki przebiega droga łącząca miasta Manzanilla i Mayaro, za którą rozpościerają się bagna Nariva.